# Ясмунд (полуостров)
Ясмунд (нем.  Jasmund) — полуостров острова Рюген в составе земли Мекленбург-Передняя Померания, Германия.
Ясмунд связан с полуостровами Виттов и Мутланд узкими косами Шааб (нем.  Schaabe) и Шмаль Хайд (нем.  Schmale Heide). На острове расположены международные паромные терминалы Засниц, Загард и Мукран.
Ясмунд также славится меловыми скалами в «Национальном парке Ясмунд» — заповедник на северо-востоке острова Рюген.

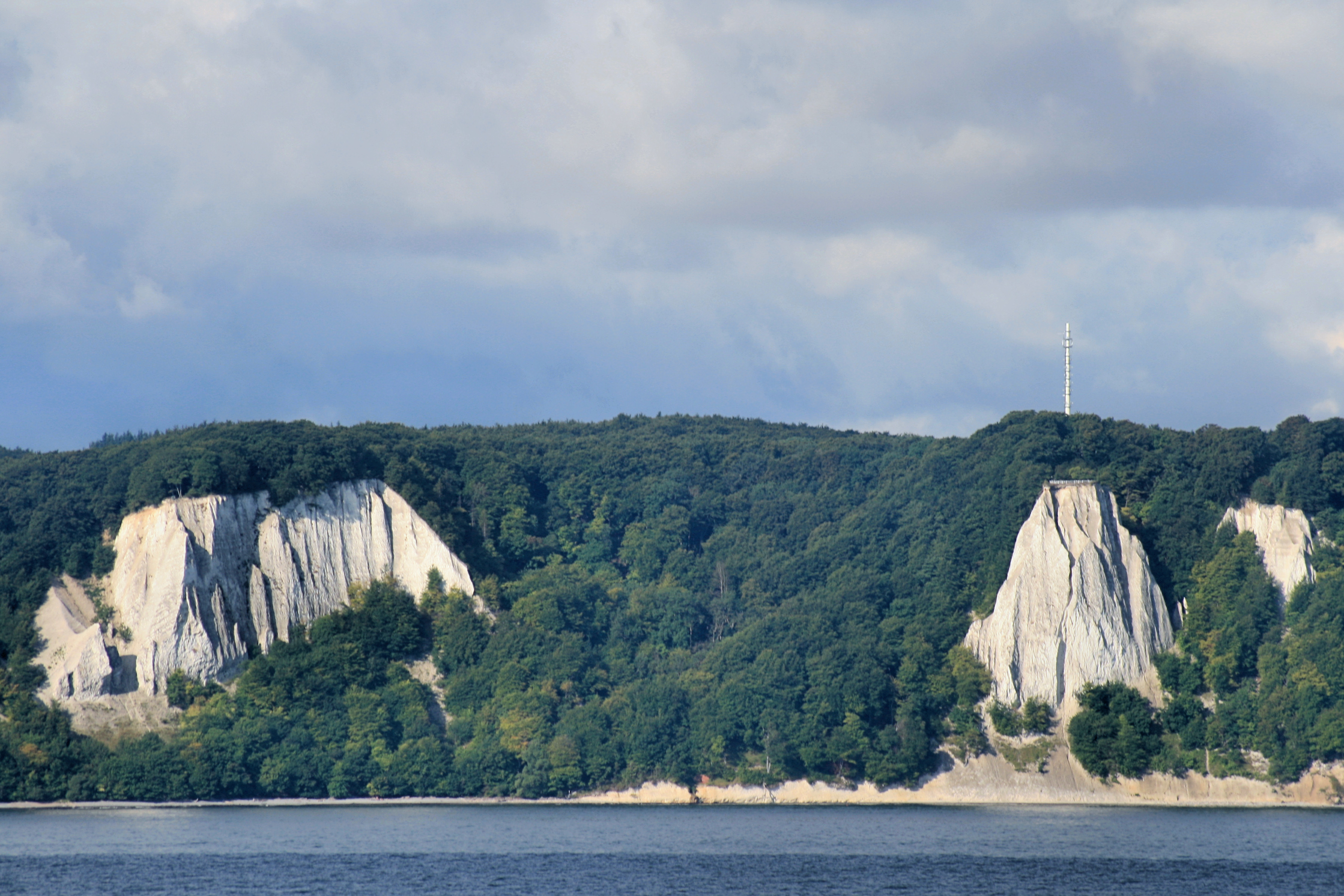
«Национальный парк Ясмунд». Меловые скалы